# Ammavarikuppam
Ammaiyarkuppam é uma vila no distrito de Thiruvallur , no estado indiano de Tamil Nadu.

## Demografia
Segundo o censo de 2001,